# Saint-Raphaël (Haïti)
Pour les articles homonymes, voir Saint-Raphaël.
Saint-Raphaël (San Rafael de la Angostura en espagnol) est une commune d'Haïti dans le département du Nord, chef-lieu de l'arrondissement de Saint-Raphaël.

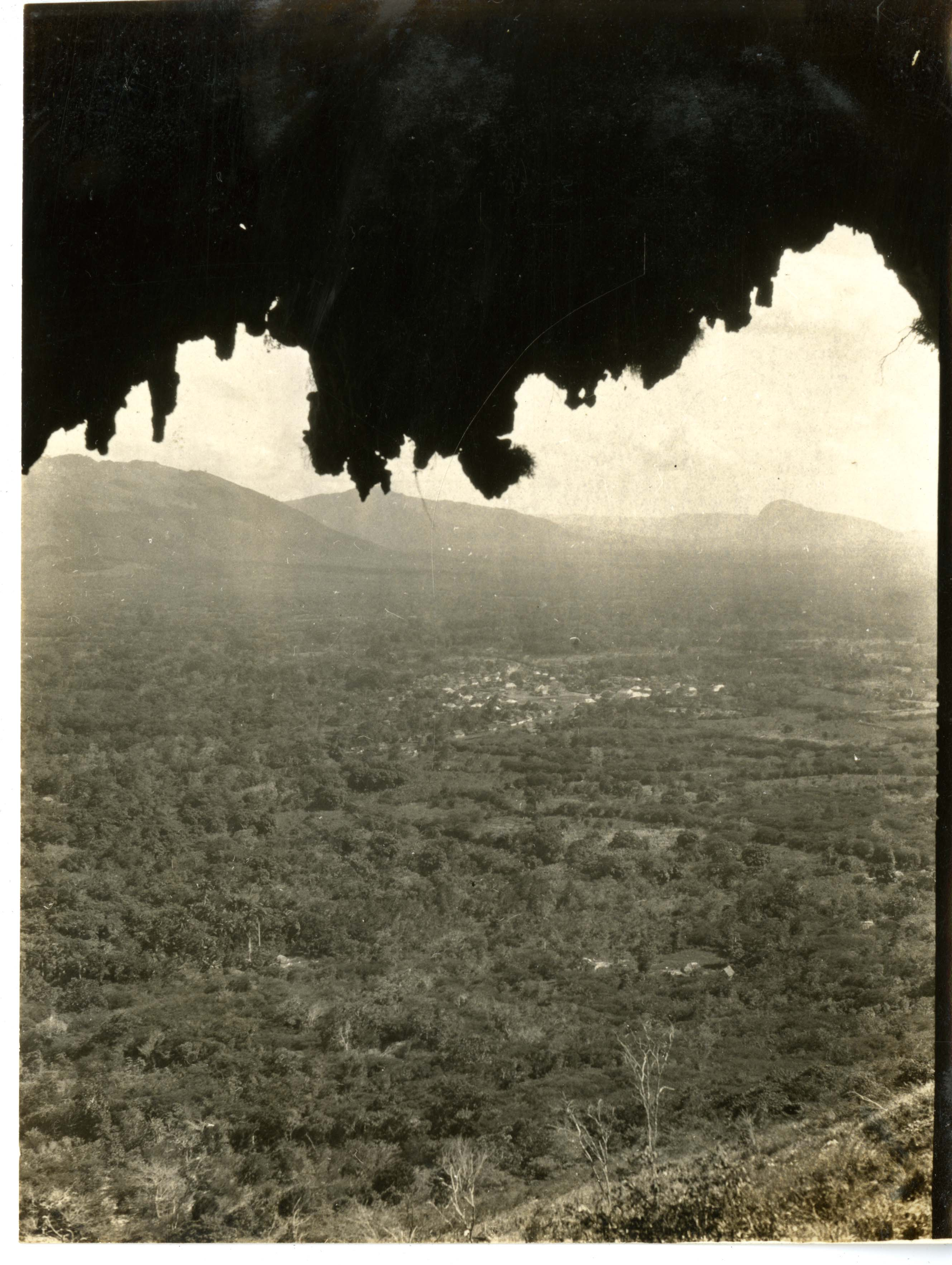
Vue de la commune (1928)

## Toponymie
Elle porte le nom de son saint patron l'archange Raphaël. Ses habitants sont appelés: raphaelois (ses)

## Géographie
Saint Raphaël ne se trouve pas dans le département de l'Artibonite, bien qu'il y ait un débouché sur la commune de Saint-Michel-de-l'Attalaye, qui elle-même se trouve dans le département sus-cité.

## Démographie
Le recensement de 2009 estimait la population 48 884 habitants, en 2012, l'Institut Haïtienne de Statistique et d'Informatique (IHSI), estimait la population à 51 298. 

## Histoire
Ancienne commune de l'arrondissement de Grande-Rivière-du-Nord, Saint-Raphaël est devenue chef-lieu d'arrondissement à la faveur des changements qui s'effectuent dans la géographie politique du pays.

## Administration
La commune compte 4 sections communales :
- Bois-Neuf
- Mathurin
- Bouyaha
- San-Yago

## Monuments et sites
- Le Fort Rivière date de l'époque coloniale de Saint-Domingue et est intégré à un ensemble d'une vingtaine d'ouvrages militaires aménagés sur le territoire d'Haïti après l'indépendance en 1804 : ce système défensif était dirigé contre un éventuel retour des Français, anciens maîtres de la colonie de Saint-Domingue. En 1915, le Fort Rivière est le théâtre d'un important événement de la résistance à l'occupation d'Haïti par les États-Unis d'Amérique. Les ruines du fort sont situées dans la section communale de Mathurin.
- Les ruines du Fort Neuf se trouvent à Bois Neuf ; l'ouvrage complétait le Fort Rivière dans le système de défense post-colonial et n'a jamais été achevé.
- La grotte de St Raphael, situe au pied de la montagne à l'ouest de la ville, en face de l'église catholique.

## Personnalités liées à Saint-Raphaël
- Andrés de Heredia, fondateur de la ville en 1761.
- Jean-François Joseph Debelle (Voreppe, 1767 - Saint-Raphaël, 1802), militaire français, membre de l'expédition de Saint-Domingue